# Benjamin McKenzie
Benjamin McKenzie Schenkkan (ur. 12 września 1978 w Austin) – amerykański aktor telewizyjny i filmowy.

## Życiorys
Urodził się w Austin w stanie Teksas jako drugi syn adwokata Pietera Meade Schenkkana i poetki/pisarki Mary Frances Victory. Wychowywał się z dwoma braćmi – młodszym Zackiem i starszym Nate. Jest kuzynem aktorki Sarah Drew. Jego wujek scenarzysta teatralny Robert Schenkkan jest laureatem Nagrody Pulitzera. Uczęszczał do szkoły średniej Stephen F. Austin High School w Austin (1997). W 2001 roku ukończył studia na wydziale spraw zagranicznych i ekonomii na University of Virginia w Charlottesville, w stanie Wirginia, gdzie występował w studenckich przedstawieniach. 
Grywał także w sztukach na Williamstown Theatre Festival. W 2001 roku przeprowadził się do Los Angeles. 
Po przyjeździe do Nowego Jorku udało mu się dostać rolę na Broadwayu w sztuce Życie to sen (Life is a Dream). Sławę zdobył rolą outsidera Ryana Atwooda w serialu Warner Bros. Życie na fali (The O.C., 2003-2007), która w latach 2004–2005 przyniosła mu nominacje do nagród Teen Choice Awards.
2 czerwca 2017 poślubił Morenę Baccarin, z którą ma córkę Frances Laiz Settę Schenkkan (ur. 2 marca 2016).

## Filmografia

### Film fabularne
- 2005: Junebug jako Johnny
- 2005: Desperate Souls jako David McNeil
- 2007: 88 minut (88 Minutes) jako Mike Stemp
- 2008: Johnny poszedł na wojnę (Johnny Got His Gun) jako Johnny
- 2008: Stanfordzki eksperyment więzienny (The Stanford Prison Experiment)

### Seriale TV
- 2002: Bez pardonu (The District) jako Tim Ruskin
- 2003: JAG – Wojskowe Biuro Śledcze jako Petty Oficer Spencer
- 2003–07: Życie na fali (The O.C.) jako Ryan Atwood
- 2004: MADtv jako Ryan Atwood
- 2009–13: Southland jako Ben Sherman
- 2011: Scooby Doo i Brygada Detektywów jako Odnarb (głos)
- 2013: Męska robota (Men at Work) jako Bryan
- 2014–19: Gotham jako kpt. James "Jim" Gordon